# Hälsingegårdar
Hälsingegårdar är ett kulturarv och ett exempel på svensk byggnadstradition från Hälsinglands gamla bondesamhälle. Gårdarna är till merparten uppförda åren 1800–1870 och Länsmuseet Gävleborg uppskattar att det finns drygt tusen hälsingegårdar kvar. Sedan 2012 ingår sju av hälsingegårdarna i Världsarvet Hälsingegårdar upptagna i UNESCO:s världsarvslista.

## Begreppet Hälsingegård

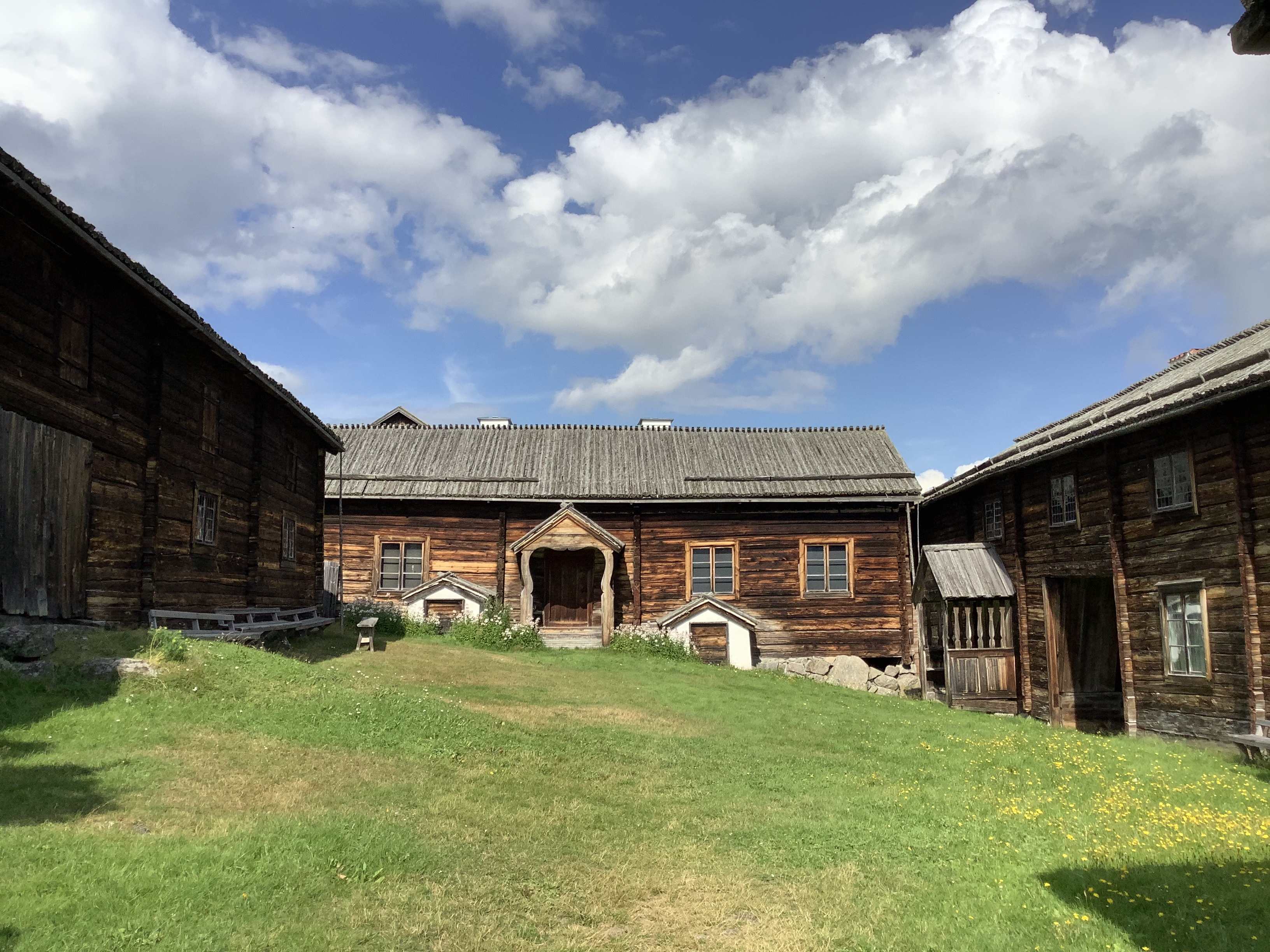
Karls i Bondarv, en fyrbyggd gård av äldre snitt.

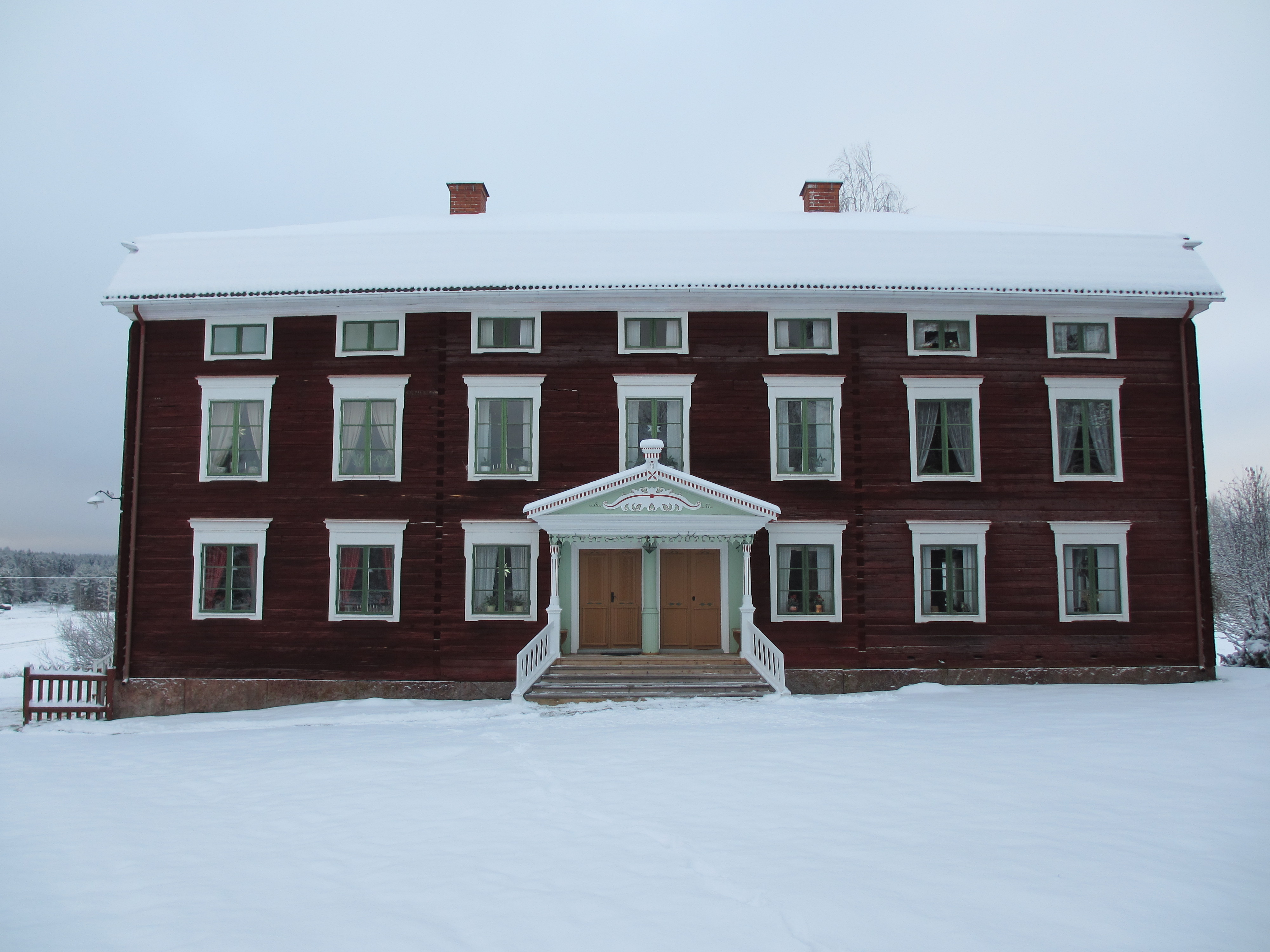
Jon-Lars utanför Alfta, den största mangårdsbyggningen.

Benämningen Hälsingegård användes före 1900-talet om gårdar i Mälardalens städer som huserade hälsingar. Termen började användas i sin nuvarande betydelse efter sekelskiftet 1900 i samband med ett ökat intresse för regionala särdrag i sig, och för deras roll i skapandet av en gemensam nationell identitet. I en utställning på Konsthögskolan Valand 1905 av den då i Arbrå bosatte konstnären Arvid Werner Sundblad ingick oljemålningen En Helsingegård (Kvällsstämning). Begreppet användes sedan i John Åkerlunds texter i Gamla svenska allmogehem från 1912 och blev därefter gradvis vanligare. Från och med 1960-talet kan det betraktas som etablerat.
Till begreppet hälsingegård finns en association till stora välbyggda gårdar, särskilt gäller det 1800-talsgårdarna i Voxnadalen med sina två och en halv till tre våningar och brutna mansardtak. Utseendet har dock varierat under historien och mellan olika socknar. Under 1700-talet byggdes flera fyrbyggda gårdar, med ett gårdstun inringat från alla fyra sidor. Då var bostadshuset ofta byggt i ett plan, men under 1800-talet ökade bostadshusen i storlek till två och ibland tre våningar samtidigt som trenden gick mot trebyggda gårdar med huvudbyggnaden i mitten och ekonomibyggnaderna som flyglar.
Olika försök har gjorts att karakterisera byggnadstraditionen. I reportageboken 7 världsarvsgårdar i Hälsingland lyder definitionen:
| ” | En bondgård i Hälsingland vars byggnader i huvudsak är uppförda före 1910. Storslagna bostadshus, ofta flera på varje gård, med många fönster och målade interiörer. | „ |

Länsstyrelsen har anmärkt angående byggnadsstilen:
| ” | Typiskt för länet är det norrländska månghussystemet. I det traditionella jordbruket fanns en byggnad för varje användningsområde. Detta är särskilt påtagligt i Hälsingland. Här finns en byggnadskultur av mycket hög kvalité med stora bondgårdar (Hälsingegårdar) och fäbodbebyggelse. | „ |

Slutligen påpekas i avhandlingen Hälsingegården i Omvandling att begreppet kan avse åtminstone tre olika företeelser:
| ” | Det förekommer olika uppfattningar om vad begreppet ”hälsingegård” egentligen omfattar; till exempel en hel jordbruksfastighet inklusive skogs- och åkerarealer, ett sammansatt byggnadskomplex bestående av flera byggnader eller en enskild, ofta rikt dekorerad, mangårdsbyggnad. | „ |

## Bakgrund
Hälsingland har genom historien varit mer befolkat än övriga landskap i Norrland. Lämningar från 400-talet f.Kr. visar att bönder bosatt sig längs kusten och bedrev boskapsskötsel och odlade bland annat korn. Från 1500-talet och framåt finns det tillräckligt med skriftliga källor för att följa ägandet genom generationerna och konstatera att många gårdar nedärvts i samma släkt sedan dess. Bosättningarna i landskapet har som i övriga norrländska kustlandskap främst koncentrerats till kusternas slättlandskap, älvarnas dalgångar och de stora sjöarna. Den rika inredningskulturen återfinns främst vid Dellensjöarna samt Ljusnans och Voxnans dalgångar och endast i mindre utsträckning vid kusten, kanske på grund av större renoveringsiver.
Hälsingland hade aldrig någon adel, utan både befolkning och stormän i socknarna var bönder. Detta bondefolk var nästan uteslutande jordägande skattebönder som lydde under kronan och levde i små byar, i regel färre än ett dussin gårdar per by. Först framemot 1700-talets mitt ökade andelen jordlösa kraftigt. Samtidigt fanns stora skogsområden i och kring Hälsingland som kronan tog sig rätten att bestämma över. Delar av dessa skogar avsattes åt inflyttande svedjefinnar.
Tidiga tecken på köpkraft finns i form av att Delsbo socken redan under 1500- och 1600-talet var hemvist för en stor mängd smeder och kopparslagare. Grannsocknen Ljusdal beboddes under en period på 1500-talet av en tredjedel av landskapets 75 registrerade hantverkare och flera av länets högst beskattade jordägare. Handeln med virke från landskapets vattensågar tilltog under 1600-talet samtidigt som behovet av träkol till järnbruken ökade. Bönderna kunde därmed få extra inkomster från skogsbruket och under 1700-talet ökade också inkomsterna från linet. I södra Norrland bedrev man en form av växelbruk som i Hälsingland antog en särskild form kallad svaljord, varför tillgången på linne blev god eftersom lin ingick som en naturlig gröda i växtföljden. Linne från Hälsingland ansågs hålla hög kvalitet och såldes dels via handelshus i Hudiksvall, dels av bönderna själva på marknader inom landskapet och i närliggande landskap såväl som i Stockholm och Norge. Uppförandet av väldekorerade hälsingegårdar har ofta kopplats till välstånd från linodling och linneproduktion, men samtidigt har studier i andra landskap visat att ett rikt inredningsmåleri inte nödvändigtvis kräver ekonomiskt välstånd. Linets roll som förutsättning för inredningsmåleriets framväxt har även kommit att ifrågasättas och nyanseras.

## Byggnader
Den äldsta daterade byggnaden på någon hälsingegård är ett härbre från 1299. Först från 1700-talet finns hela gårdsmiljöer bevarade i ursprungligt skick, i form av ett tiotal fyrbyggda gårdar. Några radbyar med större likriktning i arkitekturen än hos de fristående gårdarna har bevarats, men de flesta radbyar har med tiden styckats upp.

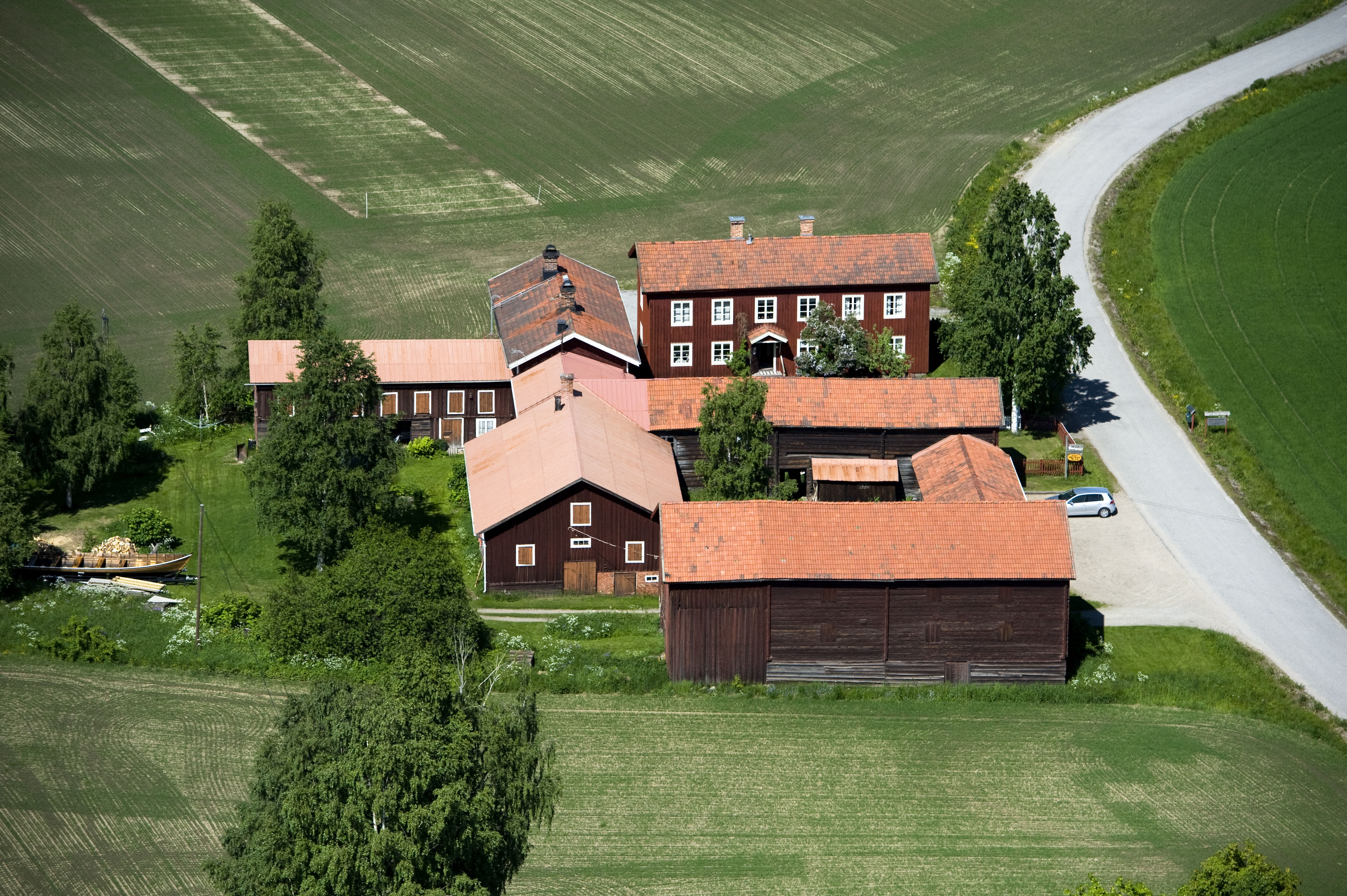
Gästgivars i Vallsta.

Gårdarna består i regel av ett stort antal ekonomibyggnader och en eller flera mangårdsbyggnader. Antalet byggnader tillhörande en enskild gård kunde vara synnerligen omfattande och stora gårdar kunde bestå av omkring 30 till 50 byggnader. Liksom i resten av södra Norrland och Dalarna är timmer det dominerande byggmaterialet. I Hälsingland var det dock särskilt vanligt att bygga flera bostadshus och separata feststugebyggningar. Bostadshusen på sådana gårdar stod tomma under stora delar av året eftersom man flyttade hela hushållet mellan sommar- och vinterstugor beroende på årstid. Feststugor och gäststugor stod tomma för det mesta eftersom de endast begagnades i samband med festligheter. Samtliga byggnader är både in- och utvändigt rejäla träkonstruktioner, konstruerade enligt bygdens tradition under påverkan av tidsandan. Invändigt präglas husen av ett ofta detaljrikt inredningsmåleri som i vissa fall har fått stå tillbaka för tryckta tapeter.

### Mangårdsbyggnaden
Redan under 1500- och 1600-talet anmärkte resande över hälsingegårdarnas storlek. Fortfarande under 1700-talet var huvudbyggnaderna i regel parstugor med ett våningsplan, även om ett fåtal mangårdsbyggnader i två plan uppfördes under 1700-talets slut. Med tiden växte mangårdsbyggnaderna ytterligare och blev resliga byggningar i två till tre våningar, vars grundstruktur bär spår av Karl Johansstil. Huvudbyggnadernas utformning har samtidigt anpassats till de för hemsocknen typiska stildragen. Voxnadalen var särskilt känd för sina stora boningshus med brutna tak. Dessa rejäla mangårdsbyggnader uppfördes i mitten av 1800-talet. I byarna Långhed och Näsbyn norr om Alfta byggdes de mest tilltagna av dessa, med Jon-Lars som den absolut största. Eftersom husen var timrade begränsades längden av råmaterialet och de största huvudbyggnaderna är inte större än drygt 20 meter på längden. Byggnaderna tenderade också att vara mindre i kustsocknarna jämfört med inlandet, där arealen skog per gård och tillgången på virke följaktligen var större.

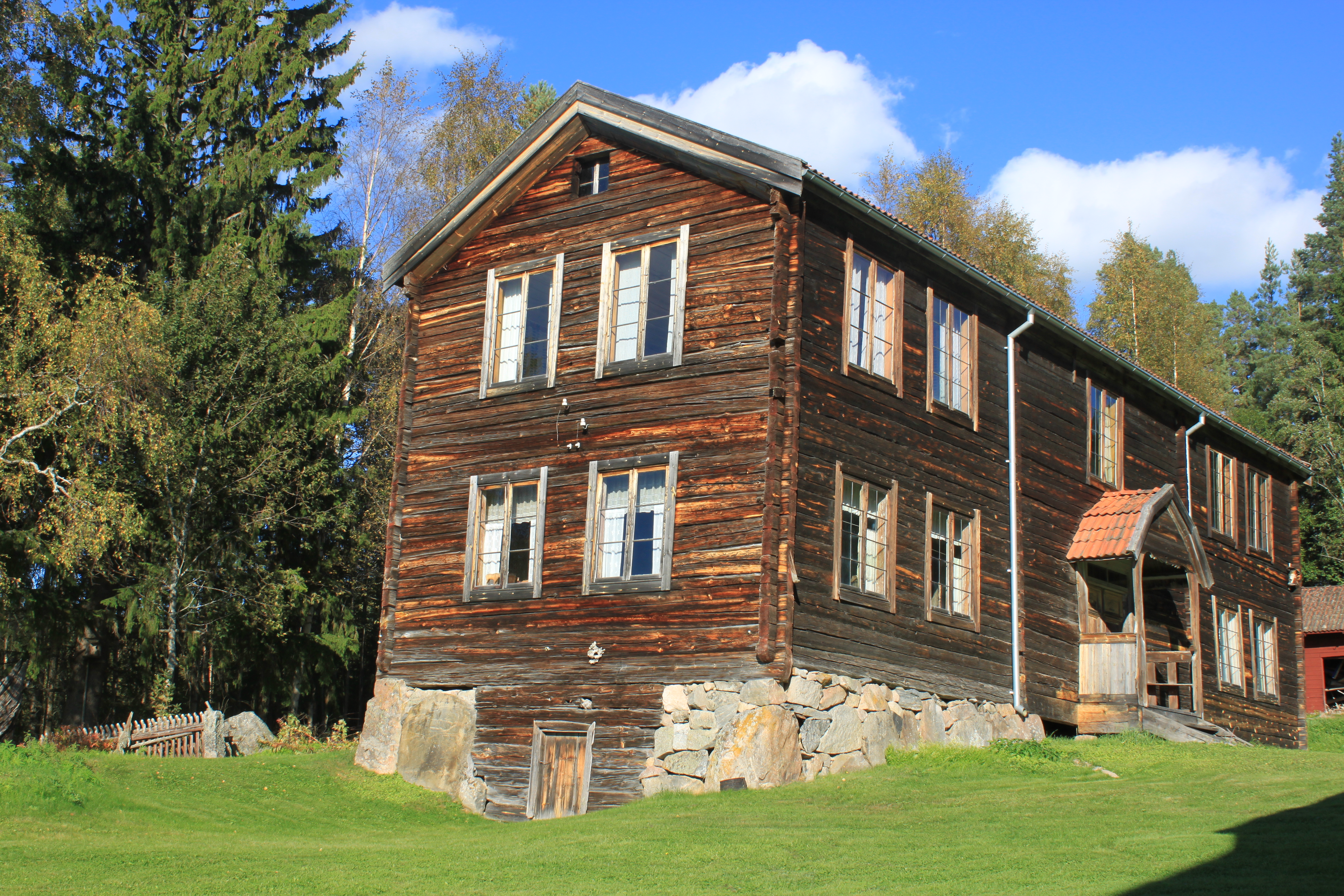
Östigården i Ytteryg, en stor mangårdsbyggning utan träpanel eller rödfärg.

Bruket att klä husens väggar med träpanel infördes också efter hand och hos de ursprungliga hälsingegårdarna var timringen också det yttersta lagret. Det till byggnadstypen så starkt associerade bruket av röd slamfärg infördes inte förrän mot slutet av 1700-talet och blev mer allmänt spritt under 1800-talet. Byggnadernas tak var ursprungligen täckta av bräder, men under 1800-talet blev spåntak vanligare. Först under 1900-talet blev det vanligt att byta till tegeltak.
Parstugan var en vanlig planlösning, organiserad med förstuga som kantades av ett rum på vardera sidan och en kammare eller mindre sal mittemot farstun. Det ena av sidorummen var vanligen en vardagsstuga som tjänade som kök, matrum, arbetsrum och ibland sovplats. Det andra var herrstugan eller festsalen, ett ofta rikt dekorerat rum som användes vid festligheter och högtider. Feststugorna smyckades med permanenta inredningsmålerier till skillnad från det i södra Sverige utbredda bruket av bonader som sattes upp vid festligheter. Parstugorna kunde också vara uppförda i två våningar, ibland med uppdelade sidorum. Stugans tak var vanligen ett enklare sadeltak.

#### Brokvistar och dörromfattningar
Brokvistens historia kan spåras till stormaktstidens högreståndsmiljöer, men förlorade mark där samtidigt som den var fortsatt populär hos samhällets mellanskikt under 1700-talet. I både Dalarna och Hälsingland hade den sin storhetstid under 1800-talet. I Hälsingland främst kring Ljusnans och Voxnans dalgångar samt i området kring Dellensjöarna.
| Järvsöbrokvist på Kristofers. |  | Dörromfattning på Erik-Anders |
| Järvsöbrokvist på Kristofers. |  | Dörromfattning på Erik-Anders |

Till skillnad från de ofta rikt dekorerade interiörerna saknar byggnadernas utsidor överlag utsirade detaljer. I många socknar utgjorde huvudentréns brokvistar ett undantag från den regeln, med snickrade detaljer och måleri som skilde sig mellan socknarna och med tidens gång. Enligt den muntliga traditionen utfördes arbetena vanligen av lokala snickare. I Delsbo och Bjuråkers socknar finns de mest gammalmodiga brokvistarna som kan sägas tillhöra senbarocken. I Järvsö socken kan de svepande formerna föra tankarna till rokoko medan de i Ljusdals socken och västerut mot Härjedalen snarare går i gustaviansk stil, ofta med välsnidade element i gavelfälten. Under 1800-talet blev en detaljrik variant av brokvist i empir populär i Voxnans dalgång. Samtliga stilar finns representerade under tidsperioden mellan 1780 och 1850. Inom de enskilda socknarna finns det samtidigt en stor individuell variation som bryter av mot försöken till svepande klassificering.
Kustsocknarnas gårdarna saknar vanligen brokvistar och entrédekorationerna utgörs istället av mer påkostade dörrar som ramas in av snidade dörromfattningar. Särskilt Forsa socken har dekorativa dörrar, bland annat de snidade "Forsadörrarna" på museigården Ystegårn i Hillsta. Dörrarna och dörromfattningarna på landsbygdsgårdarna liknar de som utförts på borgarnas gårdar i Hudiksvall, varför de antas ha stått som inspiration.

### Ekonomibyggnader
Hälsingegårdarna omfattar ett brett register av olika ekonomibyggnader anpassade efter de enskilda gårdarnas förutsättningar för jordbruk och övriga verksamhet. Vilka ekonomibyggnader som uppfördes vid gårdens bodland och fäbodar anpassades även där av samma anledning. Samtidigt var beståndet vanligen störst på hemgården med anledning av det omfattande åkerbruket. Bodlandens svaljordar och mindre arealer liksom fäbodarnas inriktning mot djurhållning och vallodling medförde ett smalare byggnadsbestånd. Hemgårdens marker kunde ligga utspridda över större områden och antalet fristående ekonomibyggnader varierade även med avseende på markernas beskaffenhet och geografiska utbredning. De flesta ekonomibyggnaderna har sina motsvarigheter på bondgårdar i övriga landet, men exempelvis vattendrivna linberedningsverk är typiska för just Hälsingland.
Fähus och lador kunde ofta vara sammanbyggda med bostadshusen, en utveckling som eskalerade under 1800-talet då man på många gårdar byggde ihop flera ekonomibyggnader med bostadshus i stora komplex.

## Interiör

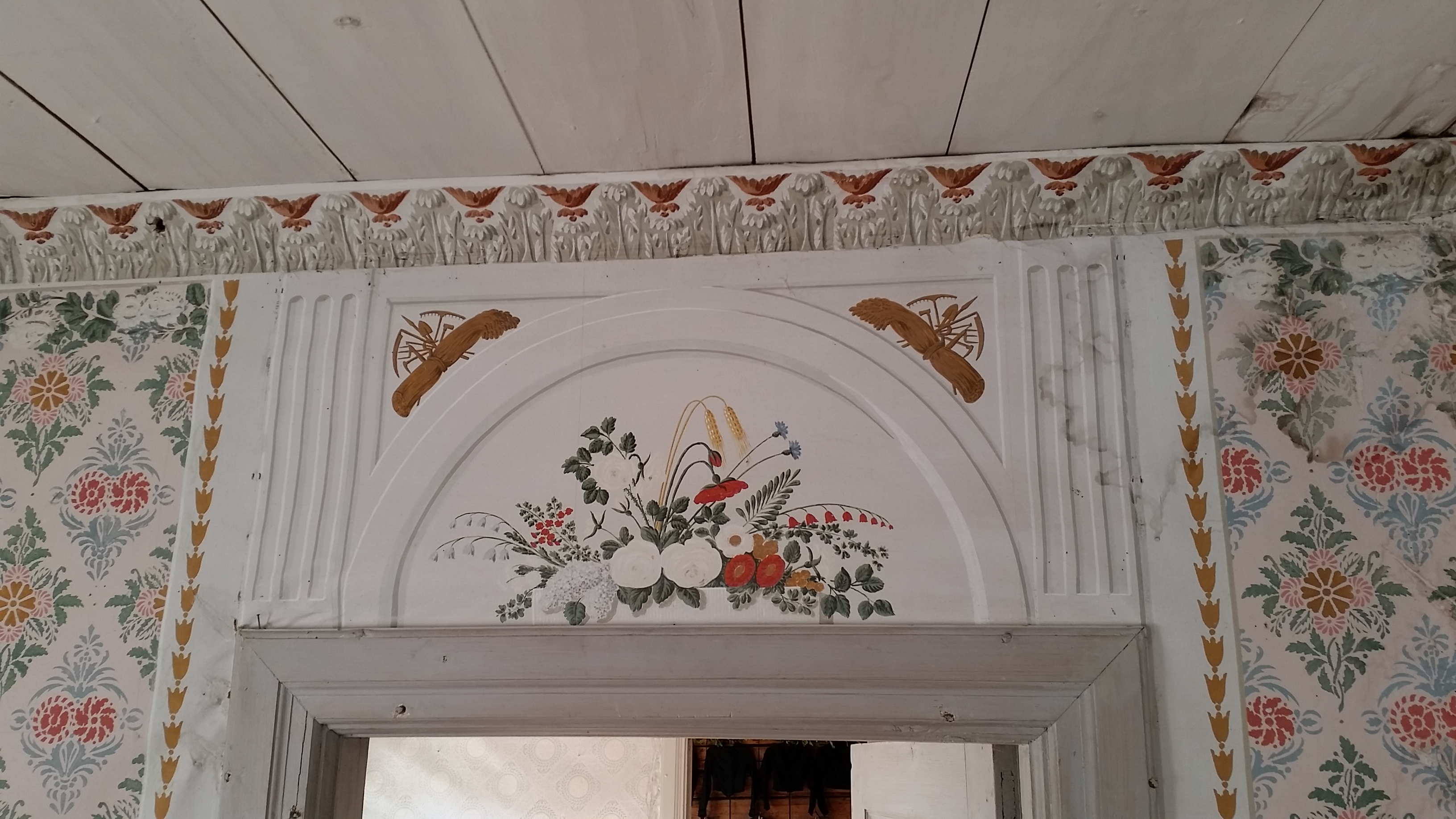
Jonas Wallströms arbeten på Gästgivars.

Hälsingegårdernas interörer begåvades med ett säreget och dekorativt allmogemåleri. Sedan åtminstone 1500-talet har målningarna, ofta utförda av okända och självlärda målare, utgjort inredningsdekoren i gårdarna och särskilt deras feststugor. I hälsingemåleriet förekommer regelbundet schablonmålade väggar i stället för tryckta tapeter. Inredningsmåleriet är i regel utfört med limfärg och ofta på grov linneväv. Utöver väggdekoren hade möbelmåleriet en central roll.
Efter att ha huvudsakligen hållit sig till religiösa teman blev valet av motiv något mer varierat under 1700- och 1800-talet. Det är också under den tidsperioden man har kunnat koppla ihop olika målare med deras verk och stiluttryck. Under 1800-talet kom stilen för första gången att influeras av klassiskt skolade målare, liksom ett flertal dalmålare. Majoriteten av det bevarade måleriet har återfunnits i området kring Dellensjöarna, samt Ljusnans och Voxnans dalgångar. Måleriets spridning har gjort att Hälsingland betraktats som ett av Sveriges mest framstående områden för folkkonst och var av stor vikt för erkännandet som världsarv.

## Hälsingegårdar per kommun
De totalt 1022 hälsingegårdar som finns registrerade genom länsstyrelsen i Gävleborg är fördelade i åtta kommuner.
| Kommun     | Antal fastigheter |
| ---------- | ----------------- |
| Bollnäs    | 265               |
| Ljusdal    | 223               |
| Hudiksvall | 222               |
| Ovanåker   | 155               |
| Söderhamn  | 123               |
| Nordanstig | 30                |
| Ockelbo    | 3                 |
| Härjedalen | 1                 |

## Fäbodvallar och bodland
Fäbodvallarna har en lång historia i landskapet och det första skriftliga omnämnandet kommer från Hälsingelagen som nedtecknades i början av 1300-talet. Fäbodvallarna var en grundbult i det jordbruk som bedrevs i anslutning till hälsingegårdarna. Betet på vallen och omkringliggande skogsmark utnyttjades under sommarmånaderna och såväl höet från slåttern på vallen som löv och mossa från skogen blev till vinterfoder åt djuren. Både kor och getter blev välnärda på vallen och producerade extra mycket mjölk som kärnades och preparerades till hållbara mjölkprodukter som kunde nära gårdsfolket under vintern.
I många områden var dock skogsbetet förhållandevis magert, så platsen för fäbodvallen behövde väljas med viss omsorg. Tillgången på skogsbete var väsentlig för etableringen, men även närhet till ängsmark och myrar som gav vinterhö togs i beaktande. Några gårdar hade fler än en fäbod i drift. I vissa områden kring Gnarp och i Ovanåker var det brukligt att ha två vallar, medan man i Delsbo och Hassela socken vanligen hade en. Det finns inget känt exempel på en hemgård med fler än tre fäbodvallar. Bebyggelsen på fäbodvallen bestod vanligen av bostugor, mjölkstugor, fähus och lador för slåttern. De fäbodvallar som hade stora åkerarealer kunde också ha stall, kornlador och härbren. Enklare fäbodvallar som huvudsakligen användes för djurhållning och inte odling kunde bestå av endast ett fähus och en stuga eller ett störs. Den odling som skedde på fäbodvallarna bedrevs huvudsakligen på svaljordar. Vallen bemannades i regel av en bojänta som antingen var gårdens piga eller särskilt inhyrd för ändamålet. I samband med reparationer av hus och gärdesgårdar samt varje år i samband med slåttern blev vallen mer befolkad.
Kulturreservatet Våsbo fäbodar är ett exempel på en välbevarad fäbodvall i 1800-talssnitt som fortfarande är i bruk.

### Bodland
Bodland var ett annat vanligt förekommande komplement till den egna gården. Precis som på vallen fanns här trähus, ängar och åkrar. Hela hushållet flyttade i regel till gårdens bodland under vår och höst, medan fäbodvallen användes på sommaren. Ibland omvandlades bodlandet till en egen gård i samband med arvskiften. Bodlandssystemet fanns i många delar i Hälsingland, men var mest utbrett i Bjuråker, Delsbo, Järvsö och Ljusdals socknar. Bodlandens ursprung har härletts till medeltiden och ärkebiskop Johan Håkansson nämner i sin stadga från 1425 bönder som flyttar sina djur mellan olika "bol". När tydliga bevis för deras existens dyker upp i 1640-talets jordeböcker är systemet redan utbrett. Från 1700-talet och framåt finns mer utförliga beskrivningar. I Delsboa Illustrata meddelar prosten Lenaeus att var och en av bönderna i socknen måste ha tre bås för var ko han äger, ett på hemgården, ett på bodlandet och ett på fäbodvallen. Olof Broman beskriver i Glysisvallur vad som rimligen är bodland, men Broman tycks kalla såväl fäbodvallar som bodland för just fäbodar. I en avhandling från 1772 beskrivs hur vissa fäbodvallar i södra Hälsingland utökat sina odlingar, blivit mer permanenta bostäder och ibland egna skattehemman. Vid 1900-talets början hade de flesta bodland avskilts och blivit självständiga gårdar.

### Hemgård, bodland och fäbodvall
Bodlanden fanns i regel mellan en halv och en mil från hemgården, medan avståndet till fäbodvallen kunde vara ytterligare någon eller flera mil. Gårdar som låg i en byklunga hade inte nödvändigtvis sina bodland och fäbodvallar samlade invid varandra, utan här kunde nya konstellationer av hushåll uppstå. Skogsbetet vid bodland och fäbodvallar under långa perioder förändrade skogens flora och fauna. Gläntor öppnades upp i det täta skogslandskapet, markens risväxter ersattes med olika örter och gräsväxter. Djuren betade bland annat kruståtel, vårfryle och mjölkört, samt löv från träd och buskar. Vissa svamparter som citrongul slemskivling, stensopp och vinkremla blev vanligare, liksom olika skogsfåglar.

## Ett världsarv
Sedan 1 juli 2012 är sju hälsingegårdar upptagna på världsarvslistan. Gårdarna är utvalda för att representera det hälsingemåleri som var gällande under 1800-talet. Idén till att skriva in hälsingegårdarna på världsarvslistan har sina rötter i 1990-talet, men det är omtvistat vem som kom med det ursprungliga initiativet. Den första nomineringen bestod av femton gårdar och miljöer som uppvisade en stor mångfald där bland annat hela bymiljöer och en fäbodvall ingick. Den möttes vid konferensen i Sevilla i juni 2009 av ett beslut om omarbetning, där man efterlyste ett snävare urval. Från den första nomineringen behölls bara fem gårdar på listan och ytterligare två gårdar kända för sitt interiörmåleri lades till.

## Restaurering och byggnadsvård

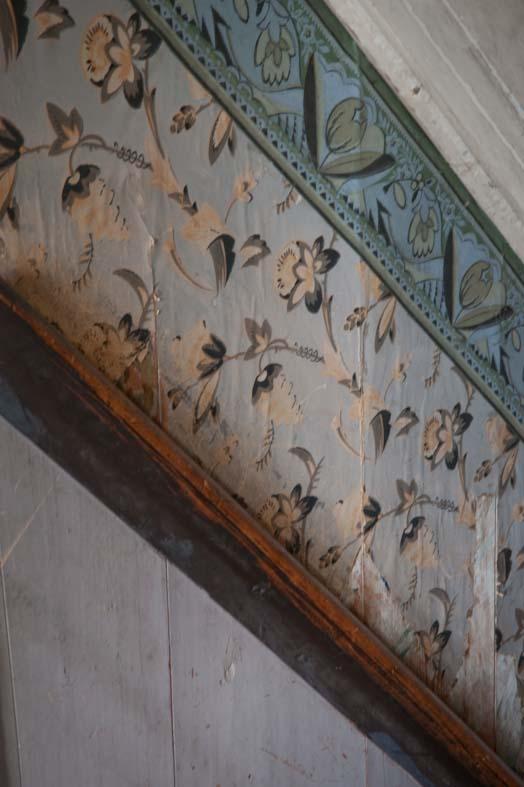
Skadad tapet på Bommars.

Hälsingegårdarna är mer än hundra år gamla trähus och med tiden har materialen åldrats och byggnaderna utsatts för slitage. En del gårdar har brukats under en längre tid utan att adekvat underhåll och reparationer utförts, medan andra har blivit stående onyttjade och därför inte underhållits. Samtidigt har det funnits en traderad kunskap i landskapet om hur man tar hand om gamla trähus. I samråd med länsstyrelsen i Gävleborgs län har man försökt tillvarata kunskapen och föra över den. Dels genom att utbilda professionella snickare, dels genom att anordna byggnadsvårdsläger för att utbilda envar.
Eftersom gårdarna är trähus utgörs stora delar av restaureringsbehovet av fuktskador. Såväl timret som överliggande panel angrips i regel underifrån av röta. Även området kring fönster är känsligt för angrepp. Fördelen med timmerkonstruktionen är samtidigt möjligheten att byta ut enskilda bjälkar, oavsett deras nivå i timringen. Att se till att takkonstruktionen är tät förhindrar vattenläckage som kan sprida sig och orsaka fuktskador på alla nivåer i konstruktionen. Byggnadsvårdsmässigt finns ett värde i att ersätta spån med spån och tegel med tegel, men även ett byte som exempelvis Bommars övergång till korrugerat plåttak ger ett effektivt skydd. Mer omfattande läckage kräver byte av delar av takets trästomme och först därefter omläggning av taket. Nedifrån ska grunden skydda från väta, men låga grunder utgör inget effektivt skydd. Med tiden kan växtlighet kring grunden oavsett dess höjd resa marknivån något, varefter växter och jord måste avlägsnas. Ibland kan grunden drabbas av sättningar som hotar träkonstruktionen ovanför.
Murstockarna kan ta skada av rörelser och spänningar mellan dem och byggnadens timmerstomme. Till följd av det kan sättningar och sprickbildning uppstå, som leder till att murstocken måste muras om. Översta delen av skorstenen är utsatt för väder och vind och kan behöva kläs om med nya metallbeslag. Byggnadernas fönster är ofta konstruerade av klenare virke än övriga strukturer. Trots det kan restaurering ofta ske genom inoljning, kittning och därefter målning med linoljefärg. Rötskadade fönster behöver dock bytas, varvid det är viktigt att ta hand om och om möjligt återbruka gamla beslag som ofta är välutförda smidesarbeten. Restaurering enligt traditionella metoder leder genom behovet av kvalitetsvirke och andra faktorer till fördyringar. Mindre bidrag betalas ut av länsstyrelsen till projekt utförda på byggnader av särskilt kulturhistoriskt värde.

### Skador på interiörer
Olika lager av väggmåleri och tapeter bär på information om tycke och smak genom tiderna, som riskerar att avlägsnas i samband med interiörrenoveringar. Ekonomibyggnader som varit hem åt olika nyttodjur riskerar att bli av med sina ursprungliga interiörer när djuren försvunnit och rummen görs om för andra syften. Både tapeter och limfärgsmålning är känslig för fukt, liksom dörrarnas ofta tunna linoljemålning. Äldre tapeter i linnelump är tåligare än det sena 1800-talets träfiberbaserade tapeter. Revor i tapeterna växer sig snart större om de inte omgående lagas. Fuktskadade tapeter med schablonmålning tarvar omsorgsfull restaurering av konservator.